# Dolina Sachnin
Dolina Sachnin (hebr. בקעת סחנין, Bik'at Sachnin) – niewielka dolina położona w Dolnej Galilei, w północnej części Izraela.

## Geografia

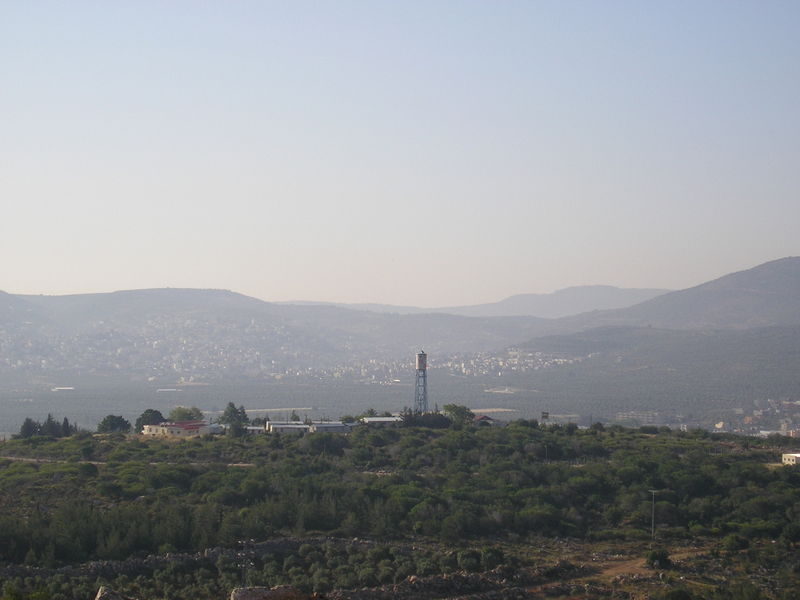
Dolina Sachnin. Na pierwszym planie kibuc Eszbal, z tyłu widoczne miasto Sachnin

Dolina Sachnin jest niewielką doliną w Galilei. Jest ona położona na wysokości około 200 metrów n.p.m. w Dolnej Galilei, w północnej części Izraela. Dolina ma wydłużony kształt o orientacji wschód-zachód. Jej długość wynosi około 6 km, a szerokość od 1 do 4 km. Jest otoczona ze wszystkich stron wzgórzami. Po stronie południowej rozciągają się góry Jatwat (do 500 m n.p.m.) z górami Har Netofa (526 m n.p.m.), Har Avtaljon (424 m n.p.m.), Har HaAchim (521 m n.p.m.), Har Morsan (406 m n.p.m.), Har HaSz'avi (534 m n.p.m.) i Har Acmon (547 m n.p.m.). Na południe od nich znajduje się Dolina Bejt Netofa. Na zachodzie Dolinę Sachnin zamyka wzgórze Giwat Sachnit (321 m n.p.m.). Po stronie północnej są wzgórza Giwat Makosz (319 m n.p.m.) i Giwat Cuf (347 m n.p.m.). Pomiędzy wzgórza wżynają się wadi strumieni Avid, Sachnin, które zasilają główny strumień Hilazon. To właśnie wadi strumienia Hilazon i masyw góry Kamon (598 m n.p.m.) zamykają dolinę od północy i oddzielają od położonej na północy Doliny Bet ha-Kerem. Po stronie wschodniej dolina przechodzi w wadi strumienia Kamon, który spływa w kierunku południowo-wschodnim do Jeziora Tyberiadzkiego (depresja Rowu Jordanu). Przez centralną część doliny przepływa strumień Hilazon. Zasilają go kolejno strumienie Hanna, Hanina, Morsan, Ketsah, Hilazon, Cuf, Sachnin i Avid. W kierunku południowo-wschodnim spływa jedynie strumień Kamon z dopływem Kecach. Dno doliny jest delikatnie pofałdowane. Spływają do niej strumienie i potoki z okolicznych wzgórz, dzięki czemu jest ona wypełniona żyznymi osadami. W przeszłości stanowiła teren bagnisty, regularnie zalewany podczas pory deszczowej. Obecnie są to tereny upraw rolniczych.
Na wschodniej krawędzi doliny znajduje się miasteczko Dejr Channa, kibuc Lotem, oraz wioski Sallama i Hamdon. Na południowej krawędzi jest miasteczko Arraba. W zachodniej części doliny leży miasto Sachnin, a na krawędzi północnej kibuc Eszbal, oraz wioski Eszchar i Ma’ale Cewijja.

## Historia
Proces zasiedlania doliny rozpoczął się w I wieku, w okresie panowania rzymskiego. Po upadku w 135 powstania Bar-Kochby, w tutejszych osadach schronili się żydowscy przywódcy i kapłani. W średniowieczu na południowej krawędzi doliny powstały arabskie osady rolnicze. W drugiej połowie XX wieku dołączyły do nich osiedla żydowskie.

## Gospodarka
Gospodarka doliny opiera się na intensywnym rolnictwie.

## Transport
Przez całą dolinę przebiega z zachodu na wschód droga nr 805, od której w kierunku północno-wschodnim odbija droga nr 804. Przez zachodni skraj doliny przechodzi z południa na północ droga nr 784.